# الفيلق النمساوي
الفيلق النمساوي ( Österreichische Legion ) مجموعة شبه عسكرية نازية تأسست عام 1933 من قبل النازيين النمساويين المغتربين. تم تدريب أعضائها، ومعظمهم من كتيبة العاصفة، في معسكرات عسكرية في بافاريا، ثم تم تسليحهم استعدادًا لغزو محتمل للنمسا. من عام 1933 إلى عام 1938، أثبت الفيلق أنه غير فعال في معظم الحالات ومضرة بمصالح ألمانيا في النمسا.

## تشكيل - تكوين
بعد ترحيل ثيودور هابيت من النمسا في عام 1932، نقل مقره إلى بافاريا، لمواصلة تنظيم الأنشطة النازية في النمسا. 
في 19 يونيو 1933، حظرت حكومة إنجلبرت دولفوس الحزب النازي في النمسا. فر حوالي 10000 من النازيين من الاعتقال إلى بافاريا،  حيث قام هابيشت بتنظيمهم في الفيلق النمساوي،  المتمركز في داخاو.  انضم إليهم عدد أكبر من المهاجرين بعد فشل الانقلاب في 1934 يوليو،  عددهم يصل لأكثر من 15000.  في بافاريا، تلقى المغتربين تدريبات عسكرية من كتيبة العاصفة وشوتزشتافل، والجيش والشرطة الألمانية. كما تم تزويدهم بالأسلحة - 10,300 بندقية و360 بندقية آلية.  
كان الفيلق النمساوي رسميًا جزءًا من SA- Obergruppe VIII، والمخصص للنمسا. 
تم استخدام الفيلق للتسبب في قلق حكومة فيينا من العمل العسكري المنطلق من بافاريا وتصدير الدعاية النازية إلى النمسا.  في هذا الوقت، بلغ عدد أفراد الفيلق أكثر من 14000 وكانو يمتلكون أكثر من 1500 دراجة نارية ويمكن أن يصلو إلى الحدود النمساوية في غضون 24 ساعة. ومع ذلك، تم تقليل التهديد الذي يمثله الفيلق، إلى الحد الأدنى، عندما أمر الفيلق بتسليم أذرعها إلى الفيرماخت بعد ليلة السكاكين الطويلة، وهي عملية تطهير هتلر لكتيبة العاصفة. 

## انشلوسوحل الفيلق
مع ضم النمسا غلى ألمانيا - آنشلوس في مارس 1938،  تم منع الفيلق من المشاركة في العملية بواسطة جوزيف بوركل وآرثر سيس-كونكارت وهاينريش هيملر.
قام الفيلق بإستعراض عبر فيينا في 2 أبريل، وتم حله تمامًا بعد أسبوعين. عاد معظم أعضائه إلى ألمانيا، بينما بقي الأخرون في النمسا. 

## تأثير
على الرغم من الكم الهائل من الدعم الذي قدمته له برلين، في عام 1935 حيث حصل على 24 مليون رايخ مارك، حقق الفيلق النمساوي نجاحًا متفاوتًا. سبب أعضاؤه في كثير من الأحيان الغضب للألمان والنمساويين بسبب افتقارهم إلى الانضباط وتحريضهم (خاصة) ضد الكنيسة الكاثوليكية. أثارت أنشطة الفيلق، التي بلغت حد الإرهاب الذي ترعاه الدولة في دولة أخرى ذات سيادة، غضب بنيتو موسوليني. بدأ قلق حكومة فيينا يقل بشأن الفيلق بعد نزع سلاحه. 

### العواقب الجيوسياسية
أكد موسوليني لحكومة دولفوس في أغسطس عام 1933 أنه في حالة حدوث أي هجوم من ألمانيا سواء كان من قبل الحكومة الألمانية أو الفيلق النمساوي، فإن إيطاليا ستقدم المساعدة لنمسا. ورداً على ذلك، وافق دولفوس على اتفاقية عسكرية مع إيطاليا. 

## أعضاء بارزون
- أوتو واتشر [1]

## اقتباسات
1. 1 2 3 4  Sachar 2014.
2. 1 2 3  Bukey 2002.
3. 1 2 3 4  Kitchen 2015.
4. 1 2 3 4 5  Siemens 2017.